# Weapons
Ne doit pas être confondu avec Weapons (film).
Albums de Lostprophets
The Betrayed
(2010)
Singles
1. Bring 'Em Down
Sortie : 26 mars 2012

Weapons est le cinquième album du groupe gallois de rock alternatif Lostprophets, publié le 4 avril 2012 par Epic Records et Visible Noise au Royaume-Uni.
C'est le premier album du groupe enregistré avec Luke Johnson à la batterie, les précédents ayant été enregistrés par Mike Chiplin (Thefakesoundofprogress et Start Something), Josh Freese (venu aider à enregistrer la mejeure partie de Liberation Transmission) et Ilan Rubin (Everybody's Screaming !!! et For All These Times Son, For All These Times sur Liberation Transmission et tout l'album The Betrayed)

## Liste des chansons
Toutes les paroles sont écrites par Ian Watkins, toute la musique est composée par Lostprophets.
| No  | Titre                                    | Durée |
| --- | ---------------------------------------- | ----- |
| 1.  | Bring 'Em Down                           | 4:09  |
| 2.  | We Bring an Arsenal                      | 3:26  |
| 3.  | Another Shot                             | 4:08  |
| 4.  | Jesus Walks                              | 4:35  |
| 5.  | A Song for Where I'm From                | 3:52  |
| 6.  | A Little Reminder That I'll Never Forget | 4:16  |
| 7.  | Better Off Dead                          | 3:37  |
| 8.  | Heart on Loan                            | 4:08  |
| 9.  | Somedays                                 | 3:42  |
| 10. | Can't Get Enough                         | 4:59  |